# Karl Seitz
Karl Seitz ([kaʁl zaɪ̯ʦ]ⓘ; ur. 4 września 1869 w Wiedniu, zm. 3 lutego 1950 tamże) – austriacki polityk, który pełnił urząd pierwszego prezydenta tego kraju przez 21 miesięcy od 5 marca 1919 do 9 grudnia 1920.
Był jednym z siedmiorga dzieci Karola Boromeusza Seitza i Barbary z domu Kaiser. Karl Seitz urodził się w Wiedniu, wówczas stolicy Cesarstwa Austriackiego. W 1888 roku został nauczycielem w szkole podstawowej w Wiedniu, w tym samym czasie wstąpił do partii socjaldemokratycznej. W 1902 roku Seitz został wybrany do parlamentu prowincji Dolnej Austrii. Po wybuchu I wojny światowej znalazł się w nielicznej grupie pacyfistów.
21 października 1918, w obliczu rozpadu Austro-Węgier posłowie narodowości niemieckiej ogłosili się przedstawicielami ziem niemieckojęzycznych. Seitz został jednym z trzech jego przewodniczących. 30 października Seitz został głową państwa. 11 listopada cesarz Karol zrzekł się udziału w rządach (nie składając oficjalnej abdykacji), ogłoszono powstanie Republiki Niemieckiej Austrii został jej prezydentem.
Po uchwaleniu nowej konstytucji, 1 października, Seitz ponownie został wybrany na prezydenta, jednak ustąpił 9 grudnia. Po ustąpieniu nie wycofał się z polityki, pozostał w niej jako poseł do austriackiego parlamentu oraz członek władz partii socjaldemokratycznej.
13 listopada 1923 został wybrany drugim w okresie republiki burmistrzem Wiednia. Po wprowadzeniu dyktatury w 1934 roku został pozbawiony urzędu i aresztowany na kilka tygodni.
W 1944 roku został ponownie aresztowany, zwolniono go po kapitulacji III Rzeszy w maju 1945 roku. Pochowany na Cmentarzu Centralnym w Wiedniu.